# Marl, Diepholz
Marl là một đô thị thuộc the huyện Diepholz, trong bang Niedersachsen, Đức. Đô thị này có diện tích 9,84 km².